# 腺梗小头蓼
腺梗小头蓼（学名：Polygonum microcephalum var. sphaerocephalum）为蓼科蓼属下的一个变种。

## 扩展阅读
- 維基物種上的相關：腺梗小头蓼